# وامبين
وامبین (بالإنجليزية: Wambeen)‏ موجود شرير في أساطير استرالیا يرسل البرق والنيران على البشر. وعندما يهبط إلى الأرض يقتل المسافرين. ويتعرف عليه الناس من الروائح الكريهة.